# 未遂犯
犯罪未遂是指已经着手实行犯罪，由于行为人意志以外的原因未能得逞。

## 构成要件

### 行为人已经着手实施犯罪
着手：指行为人已经开始实施刑法分则规定的某种犯罪客观要件的行为。
- 主观说认为，当犯罪行为人的危险性格或者犯罪故意被确认无疑时，便是着手该说是以行为人的主观心意为着眼点的。
- 形式客观说认为，当犯罪行为人开始实施刑法分则规定的构成要件行为时，就是着手。该说是以犯罪行为的形式客观事实为着眼点的。
- 实质客观说认为，当犯罪行为人开始实施具有发生犯罪结果的现实危险时，就是着手。该说是以犯罪结果的客观危险为着眼点的。
- 折中说认为，要主客观相结合进行判断，行为已确定表明了犯罪意图，此行为继续实施能直接引起危害结果发生才算着手。

判断某行为是否进入着手，可以视具体案情从以下角度进行分析：一是看此行为是否能直接引起危害结果发生；二是看该行为能否表现行为人犯罪的意图；三是看行为人是否直接接触或接近了犯罪对象或被害人；四是看行为人是否利用了所准备的工具和条件。

### 犯罪未能得逞
其一，行为人的犯罪意图未能实现或犯罪行为人所追求的犯罪结果没有发生；其二，其刑法含义应当有所限定，即行为人的犯罪意图应当限定于法定的犯罪构成要件的范畴内。

## 分类

### 以犯罪行为是否实行终了为标准
分为实行终了的未遂和未实行终了的未遂。是否实行终了以行为人是否实施完自己想实施的行为为准，但如果犯罪行为在客观上已经齐备了犯罪构成要件，也属于实行终了。

### 以犯罪行为实际是否能完成为标准
分为能犯未遂和不能犯未遂。不能犯未遂分为工具不能犯、手段不能犯和对象不能犯。
另外，刑法中有一些罪，只有未遂犯，不可能有既遂犯；例如內亂罪，以刑法學的笑話來解釋：「內亂罪的既遂犯就會成為國父。」

## 立法例
中国
第二十三条　已经着手实行犯罪，由于犯罪分子意志以外的原因而未得逞的，是犯罪未遂。

对于未遂犯，可以比照既遂犯从轻或者减轻处罚。——《中华人民共和刑法》

## 外部連結
- Online-Crashkurs zum Versuch （页面存档备份，存于） (deutsches Recht).
- Jan C. Schuhr, Der "Entschluss", spätestens überüberübermorgen zu töten, oder: Wer handeln kann, aber nicht handelt, versucht nicht zu handeln  （页面存档备份，存于）